# Mefküre
Die Mefküre war ein Schiff, das im Jahr 1944 mit jüdischen Flüchtlingen an Bord durch ein sowjetisches U-Boot versenkt wurde.

## Flüchtlingsboot für Juden aus Rumänien
Die Mefküre war ein Motorschoner, der zur Zeit des Holocaust jüdische Einwanderer nach Palästina bringen sollte, wozu er im August des Jahres 1944 aus Rumänien ablegte. Dieser Schiffstransport war einer von mehreren, die Ira Hirschmann im Auftrag des US-amerikanischen War Refugee Board organisiert hatte, um rumänische Juden zu retten. Das Schiff fuhr unter türkischer Registrierung und führte die neutralen Fahnen der Republik Türkei sowie des Roten Kreuzes. Es fuhr im Konvoi mit den Schiffen Bulbul und Morina, von denen jedes mit über 300 Passagieren unterwegs war. Da die Türkei am 2. August die diplomatischen Beziehungen zum Deutschen Reich abgebrochen hatte und kurz davor stand, auf alliierter Seite in den Krieg einzutreten, verließ der Konvoi am 3. August den Hafen von Constanța. Vom deutschen Marinekommando wurden dem Konvoi noch Koordinaten für einen minenfreien Kurs übermittelt, als er ohne offizielle Genehmigung unter Aufsicht deutscher und rumänischer Patrouillenboote auslief. Am Morgen des 4. August verließ das jedem Schiff zugeordnete Begleitpersonal der rumänischen Marine die Schiffe und kehrte mit den begleitenden rumänischen U-Boot-Jägern ab. Die vorauslaufende schnellere Morina kam im Laufe des Tages außer Sicht und in der Nacht wurde die Bulbul von einem deutschen Patrouillenboot kontrolliert und lief außer Sicht hinter der Mefküre. Die Schiffe fuhren abgedunkelt und ohne Positionslichter.

## Versenkung
Am Morgen des 5. August 1944 um 1:10 rumänischer Zeit, brannte eine Signalrakete über der Mefküre ab. Das Schiff stoppte und wurde wenige Minuten später beschossen. Der dritte Schuss traf das Schiff schwer und es setzte Maschinengewehrfeuer auf das Schiff ein. Der Kapitän konnte sich mit vier überlebenden Besatzungsmitgliedern im einzigen Rettungsboot in Sicherheit bringen, während etwa vierzig bis sechzig Menschen noch ins Wasser springen konnten, starben die Menschen unter Deck im Feuer oder ertranken im untergehenden Schiff. Das Rettungsboot und die im Meer schwimmenden Personen wurden noch beschossen als die Mefküre schon untergegangen war. Von der nachkommenden Bulbul konnten Stunden später fünf überlebende Flüchtlinge und fünf Besatzungsmitglieder geborgen werden und sie lief am 6. August wegen schlechten Wetters den türkischen Hafen İğneada an. Es gab widersprüchliche Augenzeugenberichte der Überlebenden über die Anzahl der Angreifer (bis zu drei) und ob es sich um Schiffe oder U-Boote gehandelt hätte. Wer die Mefküre versenkte und warum sie angegriffen wurde, ist bis heute nicht restlos geklärt.

## Untersuchungen
Eine von jüdischer Seite initiierte Untersuchungskommission mit Shaul Meirov vom Mossad le Alija Bet, Chaim Barlas von der Jewish Agency Istanbul und Reuben B. Resnik vom Joint Distribution Committee kam mit der Unterstützung des britischen Marineattache von Istanbul aufgrund der Aussagen des Kapitäns zu dem Schluss, dass der Angriff durch bis zu drei U-Booten nicht zu identifizierender Nationalität erfolgt sei, während einige Überlebende annahmen, es wären Bewachungsboote gewesen. Überlebende wollten sogar deutsche Stimmen aus der Richtung der Angreifer gehört haben, was aufgrund der Entfernungen und des Lärms unglaubwürdig erschien. Die Öffentlichkeit nahm daraufhin auch wegen britischer Presseberichten an, dass es sich um einen deutschen Angriff gehandelt hätte. Ein später auftauchender unsignierter deutscher Bericht, dass die Mefküre heimlich Offiziere der polnischen Heimatarmee und jugoslawische Partisanen transportiert haben soll, bestärkte die Spekulationen über eine Versenkung durch die deutsche Marine und konnte als Erklärung herangezogen werden, warum die anderen beiden Flüchtlingsschiffe nicht angegriffen worden waren.
Ausgehend von Wiedergutmachungsverfahren der Überlebenden untersuchte der Historiker Jürgen Rohwer den Untergang der Mefküre nach dem Krieg. Er konnte nachweisen, dass keine deutschen U-Boote vor der türkischen Küste operierten, weil Berlin versehentliche Angriffe auf türkische Schiffe vermeiden wollte. Rohwer vermutete anhand eines abgefangenen Funkspruchs des sowjetischen U-Boot SC-215, dass dieses versehentlich das Schiff für einen Truppentransporter mit bis zu 200 „bewaffneten Leuten“ gehalten habe und es mit Artillerie versenkt habe. Fast zeitgleich veröffentlichte der sowjetische Historiker Vladimir Dmitrev in Moskau ebenfalls diesen Funkspruch. Der Historiker Ion Butnaru sieht die Möglichkeit, dass SC-215 die Versenkung  eines deutschen Truppentransports von der Krim gemeldet haben könnte, was erklären würde, warum der Kapitän von „bewaffneten Leuten“ berichtete. Der Autor Albert Finkelstein, der Angehörige auf der Mefküre verlor, war hingegen überzeugt, dass der Angriff auf die Mefküre absichtlich und von deutscher Seite erfolgte. Die Angaben zur Opferzahl variieren, wobei Artur Patek von 320 bis 350 spricht.

## Gedenken

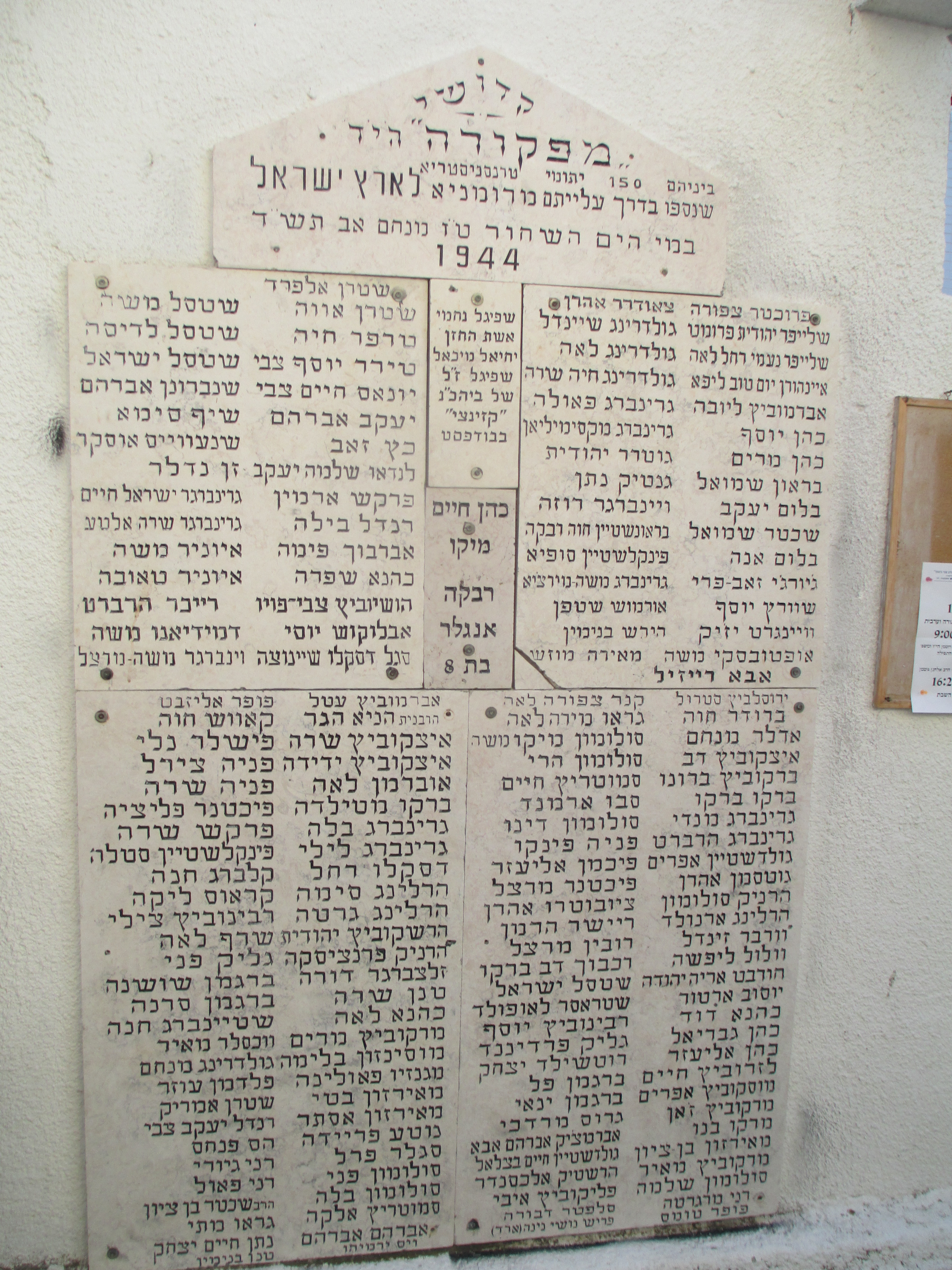
Gedenktafel in Tel Aviv

In Aschdod befindet sich ein Monument von Baruch Wind aus dem Jahr 1991, das an die Versenkung der beiden Schiffe Struma und Mefküre erinnert.